# Liste der Biografien/Mcq
Liste der Biografien |
Portal Biografien |
Personensuche
# |
A |
B |
C |
D |
E |
F |
G |
H |
I |
J |
K |
L |
M |
N |
O |
P |
Q |
R |
S |
T |
U |
V |
W |
X |
Y |
Z |
?
 
Ma |
Mb |
Mc |
Md |
Me |
Mf |
Mg |
Mh |
Mi |
Mj |
Mk |
Ml |
Mm |
Mn |
Mo |
Mp |
Mq |
Mr |
Ms |
Mt |
Mu |
Mv |
Mw |
Mx |
My |
Mz
 
Mca |
Mcb |
Mcc |
Mcd |
Mce |
Mcf |
Mcg |
Mch |
Mci |
Mcj |
Mck |
Mcl |
Mcm |
Mcn |
Mco |
Mcp |
Mcq |
Mcr |
Mcs |
Mct |
Mcu |
Mcv |
Mcw
Die Liste der Biografien führt alle Personen auf, die in der deutschsprachigen Wikipedia einen Artikel haben. Dieses ist eine Teilliste mit 40 Einträgen von Personen, deren Namen mit den Buchstaben „Mcq“ beginnt.

## Mcq

### Mcqu
- McQuaid, Adam (* 1986), kanadischer Eishockeyspieler
- McQuaid, Andrew (* 1984), irischer Radsportfunktionär
- McQuaid, Bernard John Joseph (1823–1909), US-amerikanischer Geistlicher, Bischof von Rochester
- McQuaid, John (* 1960), irischer Radrennfahrer
- McQuaid, John Charles (1895–1973), irischer Ordensgeistlicher und römisch-katholischer Erzbischof von Dublin
- McQuaid, Kieron (* 1950), belgischer Radrennfahrer
- McQuaid, Melanie (* 1973), kanadische Triathletin
- McQuaid, Oliver (* 1954), irischer Radrennfahrer
- McQuaid, Pat (* 1949), irischer Vorsitzender des Radsport-Weltverbands Union Cycliste Internationale
- McQuaide, Jake (* 1987), US-amerikanischer American-Football-Spieler
- McQuarrie, Albert (1918–2016), britischer Politiker (Scottish Conservative Party), Mitglied des House of Commons
- McQuarrie, Christopher (* 1968), US-amerikanisch-australischer Drehbuchautor, Filmregisseur, Filmproduzent und FilmschauspielerChristopher McQuarrie (* 1968)

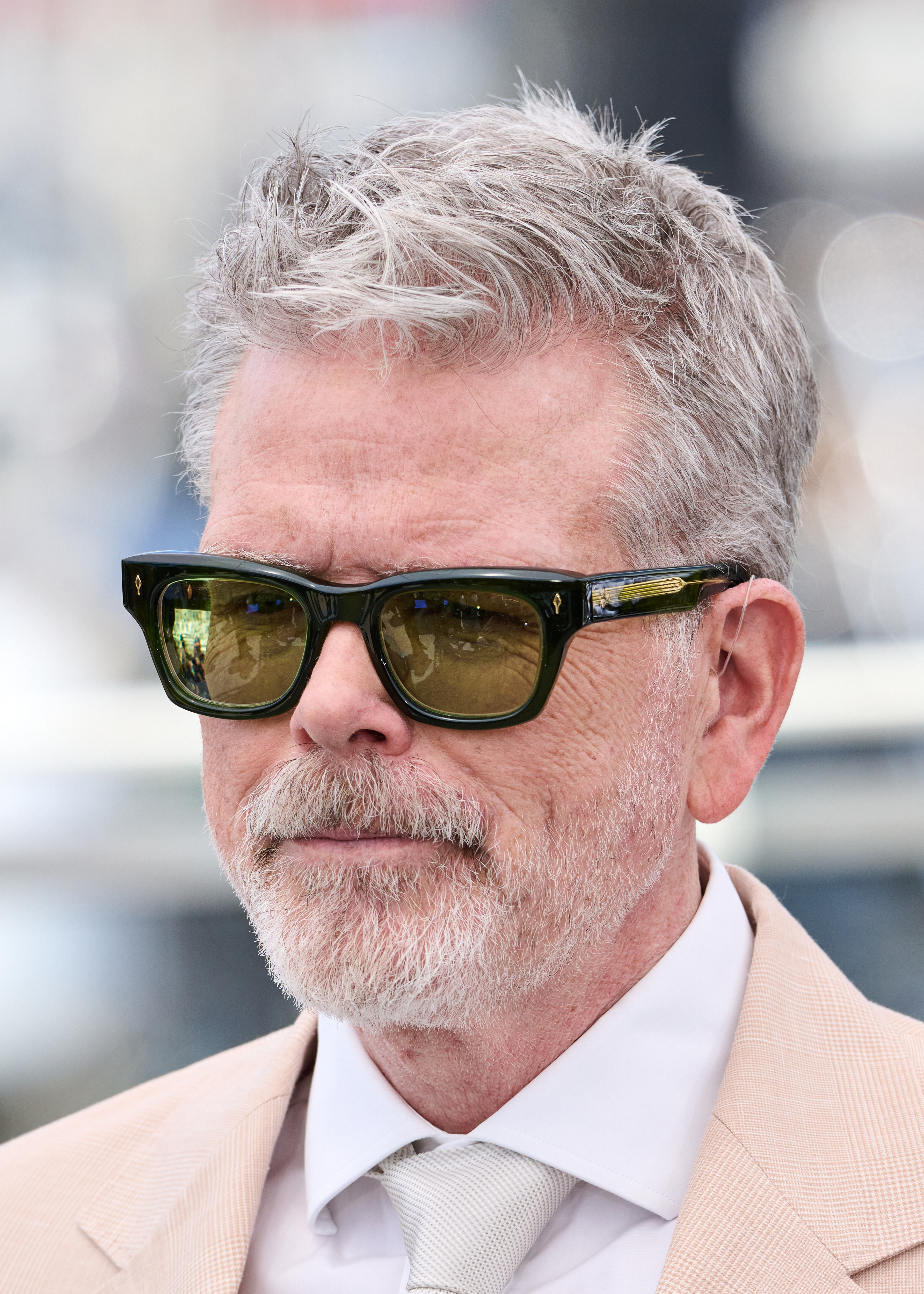
Christopher McQuarrie (* 1968)

- McQuarrie, Ralph (1929–2012), US-amerikanischer Konzeptdesigner und Futurist
- McQuater, Tommy (1914–2008), britischer Jazzmusiker (Trompete)
- McQuay, Mike (1949–1995), US-amerikanischer Science-Fiction-Autor
- McQuay, Stan (* 1973), US-amerikanischer Bodybuilder
- McQuay, Tim, US-amerikanischer Westernreiter
- McQuay, Tony (* 1990), US-amerikanischer Sprinter
- McQue, Joe (1873–1914), schottischer Fußballspieler
- McQueen, Adrienne (* 1978), deutsch-US-amerikanische Film- und Theaterschauspielerin
- McQueen, Alexander (1969–2010), britischer ModedesignerAlexander McQueen (1969–2010)

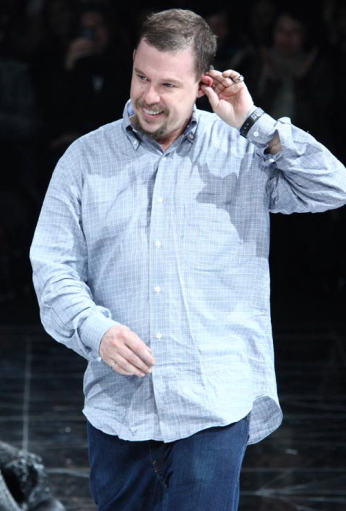
Alexander McQueen (1969–2010)

- McQueen, Butterfly (1911–1995), US-amerikanische Schauspielerin
- McQueen, Chad (1960–2024), US-amerikanischer Schauspieler
- McQueen, Colin (* 1956), australischer Sprinter
- McQueen, Glenn (1960–2002), kanadischer Supervisor bei Pixar und PDI
- McQueen, Gordon (1952–2023), schottischer Fußballspieler
- McQueen, Hugh (1867–1944), schottischer Fußballspieler
- McQueen, John (1804–1867), US-amerikanischer Politiker
- McQueen, Matt (1863–1944), schottischer Fußballspieler und -trainer
- McQueen, Steve (1930–1980), US-amerikanischer Schauspieler
- McQueen, Steve (* 1969), britischer Filmregisseur
- McQueen, Steven R. (* 1988), US-amerikanischer Schauspieler
- McQuesten, Jack (1836–1909), US-amerikanischer Entdecker, Händler, Goldsucher in Alaska, Yukon, British Columbia, Alberta, Manitoba und Kalifornien
- McQuilkin, Alex (* 1980), US-amerikanische Künstlerin
- McQuilkin, James (* 1989), nordirischer Fußballspieler
- McQuillan, Jack (1920–1998), irischer Politiker (Clann na Poblachta, National Progressive Democrats, Irish Labour Party, Socialist Labour Party)
- McQuillan, Michael, britischer Mathematiker
- McQuillan, Rachel (* 1971), australische Tennisspielerin
- McQuilliam, John (* 1962), britischer Ingenieur
- McQuoid, Simon, australischer Filmregisseur